# MasterChef Česko (1. řada)
První řada české reality show MasterChef Česko odstartovala 7. října 2015 a byla ukončena 16. prosince 2015. Byla vysílána v pondělí a ve středu v hlavním vysílacím čase na Nově.
První zprávy o přípravě ryze české verze MasterChefa po neúspěšné česko-slovenské řadě z roku 2012 se objevily 7. května 2015, kdy televize spustila možnost registrace do soutěže. Soutěžilo se o půl milionu a možnost vydat vlastní kuchařku. Do poroty byli obsazeni tři známí šéfkuchaři, Marek Raditsch, Marek Fichtner a Miroslav Kalina, který je navíc majitelem restaurace.
Prvním českým MasterChefem se stal učitel tělocviku Roman Kotlář, ve finále se na druhém místě umístil hudebník Jiří Hilgart.

## Castingová kola a výběr do TOP 16
Záběry z castingů, kterých se účastnila stovka zájemců, byly sestříhány do prvního dvou dílu. Pro přijetí byla třeba většina hlasů porotců.
Takto postoupilo 40 amatérských kuchařů, kteří ve 3. dílu zabojovali o postup do finálové TOP 16. Nejprve byli účastníci rozděleni do 4 skupin po 10; každá skupina se účastnila jiné zkoušky technických dovedností (pod Tajemnými boxy) s časovým limitem 10 minut. Takto byli vyřazeni 3 soutěžící u krájení ovoce do salátu, 2 u ruční přípravy majonézy, 2 u vytvoření malých bramborových kuliček (neboli parizienek) a 3 u zbavování kapra šupin.
Zbylá třicítka postoupila do druhého kola, kde museli uvařit jedno jídlo s vajíčkem jako povinnou hlavní surovinou s tím, že každý měl k dispozici pouze jedno vejce. Porotci již během vaření poslali jednoho soutěžícího domů, dalších 13 až po ochutnání a hodnocení. Do TOP 16 z této výzvy tedy postoupili (postupně): František Škanta, Jiřina „Inka“ Libánská (do soutěže šla spolu se svým zetěm, který při této výzvě vypadl), Lucie Kubrová, Jan Melmuka, Andrea Maršnerová, Yazan Manjah, Lucia Tarbajovská, Roman Kotlář, Marek Lobodáš, Lucie Čierná, Martina Majrichová, Kanitta Ledinská, Dominik Dorňák a Zdena Minářová.

## Finálová TOP 16
Z finálové TOP 16 byli soutěžící postupně vyřazováni ve 4. − 18. dílu, dokud nezbyli nejlepší dva. Mezi nimi se pak rozhodlo o vítězi v 19. finálním dílu, kde finalisté mají za úkol uvařit tříchodové menu, které je nejvíce vystihuje. 
| Pořadí | Soutěžící              | Věk | Povolání                                              | Bydliště         | Výsledek                |
| ------ | ---------------------- | --- | ----------------------------------------------------- | ---------------- | ----------------------- |
| 1.     | Roman Kotlář           | 26  | učitel tělocviku                                      | Kopidlno         | Vítěz                   |
| 2.     | Jiří Hilgart           | 26  | hudebník                                              | Praha            | Finalista               |
| 3.     | Lucie Kubrová          | 27  | koordinátorka inzerce                                 | Praha            | 15. vyřazená            |
| 4.     | Zdena Minářová         | 40  | kosmetička (dříve květinářka)                         | Hostěradice      | 14. vyřazená            |
| 5.     | Jan Melmuka            | 34  | nezaměstnaný (dříve barman)                           | České Budějovice | 13. vyřazený            |
| 6.     | Lucia Tarbajovská      | 38  | podnikatelka                                          | Praha            | 12. vyřazená6. vyřazená |
| 7.     | Marek Lobodáš          | 26  | nezaměstnaný (resp. farmář, dříve stavební kontrolor) | Kozárovice       | 11. vyřazený            |
| 8.     | Andrea Maršnerová      | 36  | prodavačka                                            | Praha            | 10. vyřazená            |
| 9.     | František Škanta       | 39  | mikrobiolog                                           | Klatovy          | 9. vyřazený             |
| 10.    | Dominik Dorňák         | 18  | student hotelnictví                                   | Dříteň           | 8. vyřazený             |
| 11.    | Kanitta Ledinská       | 21  | studentka hudby                                       | Praha            | 7. vyřazená             |
| 12.    | Yazan Manjah           | 32  | číšník                                                | Praha            | 5. vyřazený             |
| 13.    | Martina Majrichová     | 28  | manažerka kavárny                                     | Krupka           | 4. vyřazená             |
| 14.    | Lukáš Dvořák           | 27  | projektový manažer                                    | Praha            | 3. vyřazený             |
| 15.    | Jiřina „Inka“ Libánská | 58  | koordinátorka tanečních kurzů                         | Praha            | 2. vyřazená             |
| 16.    | Lucie Čierná           | 34  | nezaměstnaná                                          | Ostrava          | 1. vyřazená             |

### Vyřazovací tabulka
| Pořadí | Soutěžící | Díl  | Díl   | Díl  | Díl   | Díl  | Díl   | Díl  | Díl  | Díl  | Díl  | Díl  | Díl   | Díl  | Díl  | Díl  | Díl                    | Díl   | Díl  | Díl   | Díl  | Díl  | Díl  | Díl  | Díl  | Díl  | Díl  | Díl   | Díl  | Díl  | Díl  | Díl   | Díl  | Díl  | Díl   | Díl  | Díl      |
| Pořadí | Soutěžící | 4.   | 4.    | 5.   | 5.    | 6.   | 6.    | 7.   | 7.   | 7.   | 7.   | 8.   | 8.    | 8.   | 9.   | 9.   | 10.                    | 10.   | 11.  | 11.   | 12.  | 12.  | 13.  | 13.  | 13.  | 13.  | 14.  | 14.   | 15.  | 15.  | 16.  | 16.   | 17.  | 17.  | 18.   | 18.  | 19.      |
| Pořadí | Soutěžící | IMB  | V     | T    | V     | IMB  | V     | T    | VST  | VST  | VST  | IMB  | V     | V    | T    | VMC  | PoNST                  | VMC   | T    | V     | IMB  | VMC  | T    | V    | V    | V    | IMB  | VMC   | T    | VST  | IMB  | VMC   | TMB  | V    | I     | V    | FINÁLE   |
| ------ | --------- | ---- | ----- | ---- | ----- | ---- | ----- | ---- | ---- | ---- | ---- | ---- | ----- | ---- | ---- | ---- | ---------------------- | ----- | ---- | ----- | ---- | ---- | ---- | ---- | ---- | ---- | ---- | ----- | ---- | ---- | ---- | ----- | ---- | ---- | ----- | ---- | -------- |
| 1.     | Roman     | IN   | PASS  | LOSS | PASS+ | IN   | PASS- | LOSS | SAVE | SAVE | SAVE | WIN  | SAVE  | SAVE | LOSS | SAVE | SAVE                   | WIN   | WIN  | SAVE  | IN   | PASS | WIN  | SAVE | SAVE | SAVE | WIN  | SAVE  | LOSS | PASS | IN   | WIN   | WIN  | SAVE | IN    | PASS | VÍTĚZ    |
| 2.     | Jiří      | WIN  | SAVE  | WIN  | SAVE  | IN   | PASS  | LOSS | FAIL | FAIL | PASS | IN   | WIN   | SAVE | LOSS | PASS | SAVE                   | PASS  | LOSS | PASS  | IN   | PASS | LOSS | FAIL | PASS | SAVE | IN   | WIN   | WIN  | SAVE | WIN  | SAVE  | LOSS | PASS | HIGH+ | WIN  | 2. MÍSTO |
| 3.     | Lucie K.  | IN   | PASS  | WIN  | SAVE  | IN   | SAVE  | LOSS | SAVE | SAVE | SAVE | IN   | PASS  | SAVE | WIN  | SAVE | SAVE                   | PASS- | LOSS | PASS+ | HIGH | WIN  | WIN  | SAVE | SAVE | SAVE | HIGH | WIN   | LOSS | PASS | IN   | PASS- | WIN  | SAVE | LOW   | ELIM |          |
| 4.     | Zdena     | IN   | PASS  | WIN  | SAVE  | IN   | PASS+ | WIN  | SAVE | SAVE | SAVE | IN   | PASS  | SAVE | WIN  | SAVE | SAVE                   | PASS  | WIN  | SAVE  | WIN  | SAVE | WIN  | SAVE | SAVE | SAVE | IN   | PASS+ | WIN  | SAVE | HIGH | PASS  | LOSS | ELIM |       |      |          |
| 5.     | Jan       | IN   | PASS  | WIN  | SAVE  | HIGH | WIN   | LOSS | PASS | SAVE | SAVE | HIGH | PASS- | SAVE | LOSS | SAVE | SAVE                   | WIN   | LOSS | PASS  | IN   | PASS | WIN  | SAVE | SAVE | SAVE | HIGH | PASS  | WIN  | SAVE | HIGH | ELIM  |      |      |       |      |          |
| 6.     | Lucia     | IN   | WIN   | WIN  | SAVE  | IN   | PASS  | LOSS | FAIL | PASS | SAVE | IN   | FAIL  | ELIM |      |      | nom. M. RaditschemBACK | PASS  | WIN  | SAVE  | HIGH | PASS | LOSS | PASS | SAVE | SAVE | IN   | PASS  | LOSS | ELIM |      |       |      |      |       |      |          |
| 7.     | Marek     | IN   | PASS+ | LOSS | PASS  | IN   | PASS  | WIN  | SAVE | SAVE | SAVE | HIGH | PASS  | SAVE | LOSS | PASS | SAVE                   | PASS  | WIN  | SAVE  | IN   | PASS | LOSS | FAIL | FAIL | PASS | IN   | ELIM  |      |      |      |       |      |      |       |      |          |
| 8.     | Andrea    | HIGH | PASS  | LOSS | PASS  | WIN  | SAVE  | WIN  | SAVE | SAVE | SAVE | IN   | PASS  | SAVE | WIN  | SAVE | SAVE                   | PASS  | LOSS | PASS  | IN   | PASS | LOSS | FAIL | FAIL | ELIM |      |       |      |      |      |       |      |      |       |      |          |
| 9.     | František | IN   | PASS  | WIN  | SAVE  | IN   | PASS  | WIN  | SAVE | SAVE | SAVE | IN   | FAIL  | PASS | WIN  | SAVE | SAVE                   | PASS- | WIN  | SAVE  | IN   | ELIM |      |      |      |      |      |       |      |      |      |       |      |      |       |      |          |
| 10.    | Domínik   | IN   | PASS  | LOSS | PASS  | HIGH | PASS  | WIN  | SAVE | SAVE | SAVE | IN   | WIN   | SAVE | WIN  | SAVE | SAVE                   | PASS- | LOSS | ELIM  |      |      |      |      |      |      |      |       |      |      |      |       |      |      |       |      |          |
| 11.    | Kanitta   | IN   | PASS- | LOSS | PASS+ | IN   | PASS  | WIN  | SAVE | SAVE | SAVE | IN   | PASS  | SAVE | LOSS | ELIM | nom. M. KalinouFAIL    |       |      |       |      |      |      |      |      |      |      |       |      |      |      |       |      |      |       |      |          |
| 12.    | Yazan     | HIGH | PASS  | WIN  | SAVE  | IN   | PASS- | LOSS | FAIL | FAIL | ELIM |      |       |      |      |      |                        |       |      |       |      |      |      |      |      |      |      |       |      |      |      |       |      |      |       |      |          |
| 13.    | Martina   | IN   | PASS  | LOSS | PASS- | IN   | ELIM  |      |      |      |      |      |       |      |      |      |                        |       |      |       |      |      |      |      |      |      |      |       |      |      |      |       |      |      |       |      |          |
| 14.    | Lukáš     | IN   | PASS  | LOSS | ELIM  |      |       |      |      |      |      |      |       |      |      |      | nom. M. FichtneremFAIL |       |      |       |      |      |      |      |      |      |      |       |      |      |      |       |      |      |       |      |          |
| 15.    | Inka      | IN   | ELIM  |      |       |      |       |      |      |      |      |      |       |      |      |      |                        |       |      |       |      |      |      |      |      |      |      |       |      |      |      |       |      |      |       |      |          |
| 16.    | Lucie Č.  | IN   | ELIM  |      |       |      |       |      |      |      |      |      |       |      |      |      |                        |       |      |       |      |      |      |      |      |      |      |       |      |      |      |       |      |      |       |      |          |

(I) Individuální výzva, (V) Vyřazovací test, (T) Týmová challenge, (PoN) Pokus o návrat do soutěže

(MB) Tajemný box, (MC) MasterClass, (ST) Stresový test

Legenda
      (VÍTĚZ/KA)
MasterChef této řady.
      (2. MÍSTO)
Finalista umístivše se na 2. místě.
      (3. MÍSTO)
Finalista umístivše se na 3. místě.
      (WIN)
Soutěžící vyhrál individuální výzvu/vyřazovací test (Tajemný box / MasterClass / Znalostní test - test chuti, čichu, intuice,...) či příp. pokus o návrat do soutěže, a tak postoupil do dalšího kola. Pokud soutěžící uvařil nejlépe ve vyřazovacím testu, který předcházel Týmové výzvě, stal se v ní automaticky kapitánem.
      (BACK)
Soutěžící se v rámci pokusu o návrat (na pozvání porotců) vrátil zpět do soutěže.
      (WIN)
Soutěžící byl kapitánem vítězného týmu v Týmové výzvě a rovnou postoupil do dalšího kola (příp. se účastnil boje o výhodu/získal výhodu v dalším kole).
      (WIN)
Soutěžící byl součástí vítězného týmu v Týmové výzvě a rovnou postoupil do dalšího kola (příp. se účastnil boje o výhodu/získal výhodu v dalším kole).
      (PASS+)
Soutěžící byl vybrán jako jeden z nejlepších při individuální výzvě/vyřazovacím testu a postoupil do dalšího kola. Velmi výjimečně pokud soutěžící uvařil jako druhý nejlépe ve vyřazovacím testu, který předcházel Týmové výzvě, stal se v ní automaticky kapitánem.
      (PASS)
Soutěžící uspěl v individuální výzvě/vyřazovacím testu a postoupil do dalšího kola.
      (PASS−)
Soutěžící byl vybrán jako jeden z nejhorších při individuální výzvě/vyřazovacím testu, ale přesto postoupil do dalšího kola.
      (HIGH+)
Soutěžící byl vybrán jako jeden z nejlepších při individuální výzvě/vyřazovacím testu, získal strategickou výhodu do příští výzvy, ale nepostoupil.
      (HIGH)
Soutěžící byl vybrán jako jeden z nejlepších při individuální výzvě/vyřazovacím testu, ale nepostoupil.
      (SAVE)
Soutěžící se nemusel tohoto kola účastnit a vyhnul se tak vyřazování.
      (—)
Soutěžící se nemohl tohoto kola (týkajícího se většinou boje o výhodu) účastnit.
      (IN)
Soutěžící neskončil ani mezi nejlepšími, ani mezi nejhoršími v individuální výzvěa nepostoupil.
      (LOW)
Soutěžící byl vybrán jako jeden z nejhorších při individuální výzvě/vyřazovacím testu a nepostoupil.
      (LOW-)
Soutěžící byl vybrán jako nejhorší při individuální výzvě/vyřazovacím testu a nepostoupil.
      (FAIL+)
Soutěžící neuspěl v individuální výzvě zahrnující výhodu a ztratil tak příležitost o ni nadále bojovat.
      (FAIL)
Soutěžící neuspěl v individuální výzvě/vyřazovacím testu a šel do (další) vyřazovací výzvy.
      (LOSS)
Soutěžící byl kapitánem poraženého týmu v Týmové výzvě a musel se účastnit vyřazovací výzvy (příp. získal nevýhodu v dalším kole).
      (LOSS)
Soutěžící byl součástí poraženého týmu v Týmové výzvě a musel se účastnit vyřazovací výzvy (příp. získal nevýhodu v dalším kole).
      (LEFT)
Účastník odstoupil ze soutěže.
      (ELIM)
Soutěžící byl vyřazen ze soutěže.